# Daniel Zangger Borch
Daniel Zangger Borch är en svensk-dansk artist, sångcoach, röstforskare, författare och entreprenör. Han har bland annat medverkat som sångcoach i Idol samt som sångare i musikgrupperna Alien och Crosstalk, författat böckerna Stora Sångguiden och Vocal Workout of the Day samt grundat företagen Voice Centre STHLM, Zangger Vocal Art och Starmony (Tillsammans med Johan Lagerlöf, Jan Nordlund, Mattias Sjölinder).

## Biografi
Daniel Zangger Borch är född i Danmark och tillbringade sina 12 första år i Köpenhamn, då han flyttade med sin far till Sverige. Modern stannade i Danmark, han har en syster i Danmark och två bröder i Sverige.

## Karriär
Zangger Borch började sin musikaliska bana i tidiga tonåren med trumkurser och intresse för faderns gitarr. Han var leadsångare i bandet Shere Khan som gav ut albumet Shere Khan, 1985. Bandet bytte senare namn till On the Rox och kvalificerade sig till Riksfinalen i 1987 års upplags av Rock-SM där Zangger Borch tilldelades pris som bäste sångare. Namnet och konstellationen ändrades till Dannie 'n' Rox 1988  och skrev  kontrakt skrevs med Elektra, som gick i konkurs innan skivan blev färdig, dock gavs singeln Cut You Like a Razor ut. 1991 anslöt sig Daniel till Rockbandet Alien där han var låtskrivare och leadsångare till 1995. Under perioden gavs det ut 2 CD och ett flertal singlar. Samma år medverkade Daniel på Rune Gustafssons CD Standards. 1998 startades projektet Crosstalk av Mattias Reimer och Lars Edvall med Daniel som leadsångare. Crosstalk gav ut 1 CD och 4 singlar och deltog  i Melodifestivalen 1999 och 2003 med låtarna Det gäller dej och mej och Stronger  2007 gav Borch ut sin första solo-CD The One.  
Zangger Borch utbildades vid Kungliga Musikhögskolan där han la grunden för sin sångpedagogiska gärning som startades 1994 med instruktionsvideon Vokalist. Sedan följde böckerna Stora sångguiden och Vocal Workout of The Day. Zangger Borch har sångcoachat artister som Anna Bergendahl, Ava Max, Arash Labaf,  Carola, After Dark, Danny Saucedo, Lykke Li, Mikael Persbrandt, Ola Salo, Rednex, Sarah Dawn Finer, Shirley Clamp,[källa behövs] samt mer än 30 finalister i Melodifestivalen, 2 säsonger av Idol, 4 år i Eurovision och 1 säsong av Norska Melodi Grand Prix   
Zangger Borch disputerade 2008, i ämnet populärmusiksång vid Luleå tekniska universitet och har publicerat internationella artiklar i ämnet. Han var bland annat först i världen med vetenskaplig publikation om distsånghttps://www.tandfonline.com/doi/abs/10.1080/14015430410016073
År 2014 grundades Zangger Vocal Art som utvecklar produkter för sångare bl.a. Zangger VoicePipe och VocalWOD och 2019 grundade Zangger Starmony, tillsammans med Johan Lagerlöf, Jan Nordlund och Mattias Sjölinder.